# II. Noferu
II. Noferu (nfr.w, „szépség”) az ókori Egyiptom XI. dinasztiájához tartozó királyné. III. Antef és Iah leánya, dédunokája I. Noferunak. Testvére és főfelesége II. Montuhotepnek. Sírját Dejr el-Bahariban megtalálták.
Noferu sírja, a TT319 férje halotti templomától és sírjától kissé északabbra található. Szép kialakítású reliefek díszítik. A szarkofágot megtalálták a sírkamrában, de a sírt már az ókorban kifosztották, feliratok alapján az Újbirodalom idején többen látogatást is tettek benne.
Címei: örökös hercegnő (ỉrỉỉ.t-pˁ.t), Aki látja Hóruszt és Széthet (m33.t ḥrw stš), A ház úrnője (nb.t pr), A király felesége (ḥm.t nỉswt), A király szeretett felesége (ḥm.t nỉswt mrỉỉ.t=f), Minden hölgy úrnője (ḥm.t ḥm.wt nb.wt), A király leánya (z3.t nỉswt), A király szeretett leánya (z3.t nỉswt mrỉỉ.t=f), A király szeretett, legidősebb vér szerinti lánya (z3.t nỉswt sms.t n.t ẖt=f), Uadzset nevelt gyermeke (sḏtỉ.t w3ḏ.t).